# KaOS
KaOS — дистрибутив на базе Linux, созданный с нуля[прояснить].
Несмотря на то, что KaOS сейчас использует ядро Linux, разработчики «постоянно оценивают» ядро illumos, и заявляют, что «будущие смены — это желание пользователей».

## История
Первая версия KaOS появилась под названием KdeOS в 2013 году с собственным сайтом, форумом и репозиторием пакетов. Чтобы избежать подачи в суд от KDE, сообщество сменило своё имя на KaOS в сентябре 2013 года.

## Возможности
Дистрибутив имеет DVD-образ ISO, который поддерживает только 64-битные устройства. Образ может быть записан на компакт-диск, DVD, или на USB-накопитель через UNetBootin.
Настройки запуска позволяют выполнять дистрибутив в Live CD с поддержкой для графических карт Nvidia, и AMD/ATI Radeon, делать проверку жёсткого диска, запускать уже установленную операционную систему, или найти компоненты устройства.
Цель KaOS — быть «легковесным дистрибутивом, и создать дистрибутив на базе KDE и Qt».

## Мнения
Hectic Geek написал обзор на KaOS в 2014 году, назвав её не самым быстрым дистрибутивом, но дистрибутивом с нужным набором приложений.
Джесси Смит рассмотрел KaOS 2014.04 для DistroWatch Weekly, написав, что функции дистрибутива работали хорошо.
Роберт Рийкхофф рассмотрел KaOS 2017.09 для DistroWatch Weekly, и он сказал, что «KaOS, похоже, пытается быть немного очень другим дистрибутивом».
ZDNet высказал мнение о KaOS 2014.06:
KaOS не намеревается быть, или утверждать, что это универсальный дистрибутив Linux для всех, или простое распространение дистрибутива для новичков в Linux. Но если вы заинтересованы в прочном, тщательно ориентированном дистрибутиве KDE для 64-битных систем, то я думаю, что KaOS может быть очень интересным выбором.
Dedoimedo написал обзор KaOS 2014.12, назвав её красивым дистрибутивом, но не самой совершенной операционной системой. Dedoimedo также написал обзор KaOS 2017.11, назвав версию нестабильной и глючной.
Джек Валлен из Linux.com высказал мнение о KaOS в 2016 году, сказав, что дистрибутив выглядит красиво.

## Приложения по умолчанию
Здесь приведён список некоторых приложений по умолчанию в KaOS:
- Falkon
- Calligra Suite
- Quassel IRC
- Krita
- Clementine
- Plasma Media Center
- Kdenlive
- Dragon Player[англ.]

## Требования к оборудованию
KaOS предлагает следующие требования к оборудованию:
Минимум:
- Объём жёсткого диска: 8 ГБ.
- Объём оперативной памяти: 1,5 ГБ.

Рекомендуемые:
- Объём жёсткого диска: 25 ГБ
- Объём оперативной памяти: 2,0 ГБ